# Albert, New South Wales
Albert är en by i delstaten New South Wales i Australien. Vid 2021 års folkräkning hade Albert 77 invånare.

## Kommunikationer
Albert är belägen på järnvägsbanan Tottenham Branch, banan trafikeras dock inte av persontåg.